# Pashleth Glacier
Pashleth Glacier är en glaciär i Kanada.   Den ligger i provinsen British Columbia, i den sydvästra delen av landet, 3 700 km väster om huvudstaden Ottawa. Pashleth Glacier ligger 1 087 meter över havet.
Terrängen runt Pashleth Glacier är bergig åt nordost, men åt sydväst är den kuperad. Pashleth Glacier ligger nere i en dal. Trakten runt Pashleth Glacier är nära nog obefolkad, med mindre än två invånare per kvadratkilometer.. Det finns inga samhällen i närheten. 
Trakten runt Pashleth Glacier är permanent täckt av is och snö.